# Lesly de Sa
Lesly de Sa (Mijdrecht, 2 aprile 1993) è un ex calciatore olandese, di ruolo attaccante.

## Carriera

### Club
Nella stagione 2012-2013 esordisce in Eredivisie giocando una partita con l'Ajax. Nella stagione successiva debutta anche nelle competizioni internazionali per club, giocando 2 partite in Champions League ed una in Europa League.

### Nazionale
Ha giocato con tutte le nazionali giovanili olandesi a partire dall'Under-17, e nel 2014 ha disputato una partita di qualificazione agli Europei Under-21.

## Palmarès
- Coppa di Slovacchia: 1

Slovan Bratislava: 2016-2017